# 아방강역고
《아방강역고》(我邦疆域考)는 조선 순조(純祖) 때의 실학자인 정약용이 저술한 한국의 역대 강역에 대한 연구서이다. 고조선에서 발해에 이르기까지 한국의 역대 왕조들의 강역 변천을 문헌 중심으로 살피고 그 내용에 대하여 고증하였다. 총10권. 정약용의 저서와 작품들을 모은 《여유당전서》(與猶堂全書)에는 강역고(疆域考)라는 항목으로 실려 있으며 10권 분량의 내용이 4권으로 줄어 정리되어 있다.
편찬 시기는 저자 정약용이 전라도 강진에 유배되어 있던 순조 11년(1811년)에서 13년(1813년) 사이이며, 구성은 우선 한국 역사에 존재했던 국가 및 종족들의 전체 강역에 대한 것으로 「조선고(朝鮮考)」·「사군총고(四郡總考)」·「낙랑고(樂浪考)」·「현도고(玄?考)」·「임둔고(臨屯考)」·「진번고(眞番考)」·「낙랑별고(樂浪別考)」·「대방고(帶方考)」·「삼한총고(三韓總考)」·「마한고(馬韓考)」·「진한고(辰韓考)」·「변진고(弁辰考)」·「변진별고(弁辰別考)」·「옥저고(沃沮考)」·「예맥고(濊貊考)」·「예맥별고(濊貊別考)」·「말갈고(靺鞨考)」·「발해고(渤海考)」 등이 있다. 또한 옛 국가들의 수도에 대한 고증으로서 「졸본고(卒本考)」·「국내고(國內考)」·「환도고(丸都考)」·「위례고(慰禮考)」·「한성고(漢城考)」가 있고, 저술 당시의 지역 구분에 따라 해당 지역들의 강역 변천을 논한 팔도연혁총서(八道沿革總敍) 상·하, 국가의 성쇠에 따라서 위치상의 변천을 자주 겪었거나 정확한 위치 비정이 쉽지 않은 지명 특히 패수와 백산에 대한 「패수변(浿水辯)」·「백산보(白山譜)」, 그리고 「발해고」의 보충격인 「발해속고(渤海續考)」와 북쪽 변경에 관한 자료들을 보완설명한 「북로연혁속(北路沿革續)」·「서북로연혁속(西北路沿革續)」 순서로 되어 있다. 저자는 해당 국가 및 지역의 강역 변천을 중국과 한국의 문헌 자료를 통해 고증하고, 여기에 '약용은 생각하기로(鏞案)'로 운을 뗀 저자의 의견을 별도로 첨부해 그 내력을 자세히 밝히고 있다.
내용 대부분은 일부 삼한에 관한 내용을 제외하고, 주로 한사군(漢四郡)]] · 발해 · 북로(함경도) · 서북로(평안도) 등 북방 강계의 변천 및 위치를 밝히는 데 힘쓰고 있다. 저자는 단순히 강역의 고증에 그치지 않고 잘못 기록된 지리서에 대한 비판과 정정을 가했으며, 책이 편찬된 뒤에도 꾸준히 가필과 증보작업을 거듭해 1833년에 「북로연혁속」·「서북로연혁속」을 증보하고, 1830년대를 전후해 「발해속고」를 증보했다.

## 판본
《아방강역고》는 현재 연세대학교 도서관과 서울대학교 규장각에 소장되어 있다. 편찬 이후 고본(稿本)으로 10권이 전해오다가 광무(光武) 7년(1903년)에 장지연(張志淵)이 증보하여 대한강역고(大韓疆域考)라는 제목으로 황성신문사(皇城新聞社)에서 활자본 9권으로 간행하였다. 그 뒤 1936년에 정인보(鄭寅普), 안재홍(安在鴻) 등의 교열 아래 신조선사(新朝鮮社)에서 《여유당전서》를 총 154권 76책으로 간행하면서, 《여유당전서》제6집 지리집에 《대동수경》(大東水經)과 함께 《강역고》(疆域考)를 포함시켰다. 이 신조선사에서 발간된 《여유당전서》는 1970년에 이우성(李佑成)의 해제와 더불어 6책으로 압축·영인되었다.

## 간행본
- 범우사, 「아방강역고」(이민수 역) 전1책, 1999년

이후 2004년에 <범우고전선>(034)으로 다시 한 번 번역되어 간행된다. 분량 및 역자는 같다.
- 현대실학사, 「아방강역고」(정해렴 역) 2001년

여기에는 홍석주가 지은 《발해세가》를 포함하였다.